# Hành chính Việt Nam thời Nam Bắc triều
Hành chính Việt Nam thời Nam Bắc triều phản ánh bộ máy chính quyền trung ương tới địa phương của hai triều đình Lê-Mạc từ năm 1527-1592 trong lịch sử Việt Nam.
Bộ máy hai triều đình nhà Mạc và Lê trung hưng cơ bản mô phỏng theo mô hình tổ chức của nhà Lê sơ. Đặc biệt trong bối cảnh chiến tranh Nam-Bắc triều, nhà Mạc không có điều kiện thực hiện nhiều thay đổi, xáo trộn so với thời trước.

## Chính quyền trung ương

### Nhà Mạc
Bộ máy chính quyền thời Mạc Thái Tổ về đại thể vẫn theo mô hình thời nhà Hậu Lê. Giúp việc cho hoàng đế là trung khu gồm các quan tam thái (thái sư, thái uý, thái bảo), tam thiếu (thiếu sư, thiếu uý, thiếu bảo) tương đương với hàm chánh nhất phẩm, chánh nhị phẩm của triều Lê. Người giữ chức vụ này ban đầu phần lớn là các quan lại cũ của nhà Hậu Lê như Nguyễn Quốc Hiến, Nguyễn Thì Ung.
Đứng đầu ban võ là Đô chỉ huy sứ, Đô chỉ huy đồng tri và Đô chỉ huy thiêm sự, tương đương với hàm tam phẩm, chánh tứ phẩm, chánh ngũ phẩm thời Lê.
Sử sách chép lại không nhiều về cơ chế bộ máy quan liêu nhà Mạc. Về nhân sự trong thời kỳ đầu, nhà Mạc tranh thủ các tướng lĩnh, quan lại cũ của nhà Lê có quan hệ thân thiết với nhà Mạc. Đồng thời, nhà Mạc tuân theo pháp độ của nhà Lê. Sau một thời gian, nhà Mạc tăng cường bổ sung đội ngũ quan lại mới thông qua việc đào tạo nhân tài và tổ chức các kỳ thi cử đều đặn 3 năm một lần để dần dần thay thế.

### Nhà Lê trung hưng
Bộ máy hành chính giai đoạn này dựa theo thời Lê Thánh Tông trước đây. Đầu não là Đại Tư đồ, Đại Tư mã, Đại tư không, Tam thái (Thái sư, thái úy, thái bảo), Tam thiếu (Thiếu sư, thiếu úy, thiếu bảo).
Trong triều đình vẫn có tổ chức Lục bộ là Lại Bộ, Lễ Bộ, Hộ Bộ, Binh Bộ, Hình Bộ, Công bộ. Mỗi bộ có một viên Thượng thư và 2 Tả bộ thị lang và cơ quan thường trực là Vụ tư sảnh đứng đầu. Thượng thư có hàm Tòng nhị phẩm, Thị lang có hàm Tòng tam phẩm, còn viên Tư vụ ở Vụ tư sảnh chỉ có hàm tòng bát phẩm.
Giám sát Lục bộ là Lục khoa tương ứng. Giúp việc cho Lục bộ là lục tự, gồm Đại lý tự, Thái thường tự, Quang lộc tự, Thái bộc tự, Hồng lô tự, Thượng bảo tự.
Về ban võ, họ Trịnh điều hành phỏng theo chế độ của thời Lê sơ. Quân lính chia làm 5 phủ gồm đô đốc phủ: trung quân, bắc quân, nam quân, tây quân, đông quân. Mỗi phủ có chức Tả, Hữu đô đốc, Đồng tri và Thiêm sự.

## Chính quyền địa phương

### Các đơn vị hành chính
Các đơn vị hành chính thời Mạc cơ bản vẫn giữ như thời Lê sơ, ngoài kinh đô Thăng Long thì chia làm 13 đơn vị hành chính gọi là đạo. Những biến động chủ yếu về lãnh thổ là: từ năm 1533 nhà Lê trung hưng phục hồi và tấn công về Thanh Hóa rồi đến giữa thế kỷ 16 làm chủ thêm Nghệ An. Từ năm 1558 làm chủ Thuận Hóa, tới năm 1572 làm chủ Quảng Nam, toàn bộ phía nam không còn trong tay nhà Mạc.
Các đơn vị hành chính như sau:

#### Thăng Long
Tức trung tâm Hà Nội hiện nay. Gồm có 2 huyện: Quảng Đức và Vĩnh Xương

#### Sơn Nam
Gồm có:
- Phủ Thường Tín: gồm các huyện Thanh Trì (tức huyện Thanh Trì, Hà Nội hiện nay), Thượng Phúc (Thường Tín hiện nay), Phú Xuyên (Phú Xuyên hiện nay)
- Phủ Ứng Thiên, gồm có các huyện: Thanh Oai (Thanh Oai hiện nay), Chương Đức (Chương Mỹ hiện nay), Sơn Minh (tức huyện Ứng Hòa, Hà Tây cũ), Hoài An (phần nam huyện Ứng Hòa và một phần huyện Mỹ Đức, Hà Nội)
- Phủ Lý Nhân: tương đương tỉnh Hà Nam hiện nay; gồm các huyện: Nam Xang (huyện Lý Nhân, Hà Nam hiện nay), Kim Bảng (Kim Bảng hiện nay), Duy Tiên (Duy Tiên hiện nay), Thanh Liêm (Thanh Liêm hiện nay), Bình Lục (Bình Lục hiện nay)
- Phủ Thiên Trường (một phần Nam Định hiện nay): gồm các huyện Tây Chân (Nam Trực và Trực Ninh hiện nay), Giao Thủy (Giao Thủy và Xuân Trường hiện nay), Mỹ Lộc (Mỹ Lộc hiện nay), Thượng Nguyên (nam Mỹ Lộc hiện nay)
- Phủ Nghĩa Hưng (tức phủ Kiến Hưng thời Trần, một phần Nam Định hiện nay): gồm các huyện Đại An (Nghĩa Hưng hiện nay), Vọng Doanh (nam Ý Yên hiện nay), Thiên Bản (Vụ Bản hiện nay), Ý Yên (bắc Ý Yên hiện nay)
- Phủ Trường Yên (đông Ninh Bình hiện nay) gồm các huyện: Gia Viễn (Gia Viễn hiện nay), Yên Mô (Yên Mô hiện nay), Yên Khang (Yên Khánh hiện nay)
- Phủ Thiên Quan (tây Ninh Bình hiện nay) gồm các huyện Phụng Hóa (Nho Quan hiện nay), Yên Hóa (tây Gia Viễn hiện nay), Lạc Thổ (huyện Lạc Sơn tỉnh Hòa Bình hiện nay)

#### Kinh Bắc
Gồm có các phủ:
- Phủ Từ Sơn gồm các huyện Đông Ngàn (huyện Từ Sơn tỉnh Bắc Ninh và huyện Kim Anh của tỉnh Phúc Yên cũ, tức là một phần huyện Sóc Sơn, Hà Nội hiện nay), Yên Phong (Yên Phong hiện nay), Tiên Du (Tiên Du hiện nay), Võ Giàng (Võ Giàng hiện nay), Quế Dương (Quế Võ hiện nay)
- Phủ Bắc Hà gồm các huyện: Tân Phúc (Đa Phúc cũ, một phần Sóc Sơn hiện nay), Kim Hoa (một phần Sóc Sơn hiện nay), Hiệp Hòa (Hiệp Hòa hiện nay), Yên Việt (Việt Yên hiện nay)
- Phủ Lạng Giang gồm các huyện Phượng Nhãn (một phần Yên Dũng hiện nay), Hữu Lũng (Hữu Lũng hiện nay), Bảo Lộc (Lạng Giang hiện nay), Yên Thế (Yên Thế và Tân Yên hiện nay), Lục Ngạn (Lục Ngạn hiện nay)

#### Sơn Tây
Gồm các phủ:
- Phủ Quốc Oai gồm các huyện: Từ Liêm (quận Bắc Từ Liêm và Nam Từ Liêm, Hà Nội hiện nay), Thạch Thất (Thạch Thất hiện nay), Đan Phượng (Đan Phượng hiện nay), Mỹ Lương (Mỹ Đức, Hà Nội và Lương Sơn, Hòa Bình hiện nay), Phúc Lộc (Phúc Thọ hiện nay)
- Phủ Tam Đái gồm có các huyện: Yên Lãng (Yên Lãng hiện nay), Yên Lạc (Yên Lạc hiện nay), Bạch Hạc (Vĩnh Tường hiện nay), Lập Thạch (Lập Thạch hiện nay), Phù Ninh (Phù Ninh hiện nay)
- Phủ Thao Giang gồm các huyện Sơn Vi (Lâm Thao hiện nay), Thanh Ba (Thanh Ba hiện nay), Hoa Khê (Cẩm Khê hiện nay), Hạ Hòa (Hạ Hòa hiện nay), Tam Nông (Tam Nông hiện nay).
- Phủ Đoan Hùng gồm các huyện Đông Quan (tương đương khu vực ngã ba sông Lô và sông Chảy hiện nay), Tây Quan (hữu ngạn sông Lô cạnh Phù Ninh hiện nay), Sơn Dương (Sơn Dương thuộc Tuyên Quang hiện nay), Đương Đạo (đông bắc Sơn Dương hiện nay), Tam Dương (Tam Dương, Vĩnh Phúc hiện nay)
- Phủ Quảng Oai gồm các huyện Minh Nghĩa (thị xã Sơn Tây và một phần Ba Vì hiện nay), Tân Phong (một phần Ba Vì hiện nay)

#### Hải Dương
Trung tâm là Dương Kinh (quê hương nhà Mạc, huyện Kiến Thụy hiện nay), gồm các phủ:
- Phủ Thượng Hồng gồm các huyện: Đường Hào (Mỹ Hào hiện nay), Đường Yên (Bình Giang hiện nay), Cẩm Giàng (Cẩm Giàng hiện nay), Thanh Miện (Thanh Miện hiện nay), Tứ Kỳ (Tứ Kỳ hiện nay), Vĩnh Lại (Vĩnh Bảo, Hải Phòng hiện nay)
- Phủ Nam Sách gồm các huyện: Thanh Lâm (Nam Sách hiện nay), Chí Linh (Chí Linh hiện nay), Thanh Hà (Thanh Hà hiện nay), Tiên Minh (Tiên Lãng, Hải Phòng hiện nay)
- Phủ Kinh Môn gồm các huyện: Giáp Sơn (Kinh Môn hiện nay), Đông Triều (Đông Triều hiện nay), An Lão (An Lão hiện nay), Kim Thành (Kim Thành hiện nay), Thủy Đường (Thủy Nguyên hiện nay), An Dương (An Dương hiện nay)
- Phủ Khoái Châu: gồm các huyện Đông Yên (nay là huyện Khoái Châu thuộc Hưng Yên), Kim Động (Kim Động hiện nay), Tiên Lữ (Tiên Lữ hiện nay), Thiên Thi (Ân Thi hiện nay), Phù Hoa (Phù Cừ hiện nay)
- Phủ Thái Bình (tỉnh Thái Bình hiện nay): gồm các huyện Thụy Anh (Thụy Anh hiện nay), Phụ Dực (Phụ Dực hiện nay), Quỳnh Côi (Quỳnh Côi hiện nay), Đông Quan (Đông Quan hiện nay)
- Phủ Tân Hưng (Long Hưng thời Trần, phía tây bắc Thái Bình hiện nay): gồm các huyện: Ngự Thiên (Hưng Nhân hiện nay), Duyên Hà (Duyên Hà hiện nay), Thần Khê (Tiên Hưng hiện nay), Thanh Lan (Thái Ninh hiện nay)
- Phủ Kiến Xương (nam Thái Bình hiện nay) gồm các huyện: Thư Trì (Thư Trì hiện nay), Vũ Tiên (Vũ Tiên hiện nay), Chân Định (Kiến Xương hiện nay)
- Phủ Thuận An gồm các huyện: Gia Lâm (Gia Lâm và quận Long Biên hiện nay), Sieu Loại (Thuận Thành hiện nay), Văn Giang (Văn Giang hiện nay), Gia Định (Gia Bình hiện nay)

#### An Bang
Gồm có 1 phủ:
- Phủ Hải Đông gồm các huyện: Hoành Bồ (Hoành Bồ hiện nay), Yên Hưng (Yên Hưng hiện nay), Hoa Phong (Cát Hải hiện nay) và các châu: Tiên Yên (huyện Tiên Yên hiện nay), Vạn Ninh (Móng Cái hiện nay), Vân Đồn (cù lao Lợn Lòi phía đông vịnh Bái Tử Long).

Riêng châu Vĩnh An từ năm 1540 Mạc Đăng Dung cắt cho nhà Minh, nay thuộc Quảng Tây, Trung Quốc

#### Lạng Sơn
Gồm 1 phủ:
- Phủ Trùng Khánh (tỉnh Lạng Sơn hiện nay) gồm các châu: Thất Nguyên (huyện Tràng Định hiện nay), Văn Uyên (huyện Văn Lãng hiện nay), Văn Lan (một phần Chi Lăng và Văn Quan hiện nay), Ôn (một phần Chi Lăng hiện nay), Lộc Bình (Lộc Bình và Cao Lộc hiện nay), An Bác (Sơn Đông, Bắc Giang hiện nay).

#### Ninh Sóc
Gồm các phủ:
- Phủ Phú Bình gồm các huyện Phổ Yên (Phổ Yên hiện nay), Đại Từ (Đại Từ hiện nay), Tư Nông (Phú Bình hiện nay), Bình Nguyên (Bình Xuyên, Vĩnh Phúc hiện nay), Đồng Hỷ (Đồng Hỷ hiện nay),Văn Lãng (Văn Lãng, Lạng Sơn hiện nay), Võ Nhai (Võ Nhai hiện nay) và châu Định Hóa (Định Hóa hiện nay)
- Phủ Thông Hóa (tỉnh Bắc Kạn hiện nay) gồm huyện Cảm Hóa (Ngân Sơn và Na Rì hiện nay) và châu Bạch Thông (Bạch Thông, Chợ Đồn và Chợ Mới hiện nay)
- Phủ Cao Bình (tỉnh Cao Bằng hiện nay) gồm các châu: Thạch Lâm (Hòa An, Nguyên Bình và Thạch An hiện nay), Quảng Uyên (Quảng Uyên và Phục Hòa hiện nay), Thượng Lang (Trà Lĩnh và Trùng Khánh hiện nay), Hạ Lang (Hạ Lang hiện nay).

#### Tuyên Quang
Gồm có 1 phủ:
- Phủ Yên Bình gồm huyện Phúc Yên (Yên Sơn và Hàm Yên hiện nay), và các châu: Vị Xuyên (Vị Xuyên và Hoàng Su Phì thuộc Hà Giang hiện nay), Thu Vật (Yên Bình thuộc Yên Bái hiện nay), Đại Man (Chiêm Hóa hiện nay), Bảo Lạc (Bảo Lạc thuộc Cao Bằng hiện nay)

#### Hưng Hóa
Hưng Hóa gồm các phủ:
- Phủ Gia Hưng gồm các huyện: Thanh Xuyên (Thanh Sơn và Thanh Thủy thuộc Phú Thọ hiện nay), Phù Hoa (Phù Yên thuộc Sơn La hiện nay), Mai Châu (nam Mai Châu thuộc Hòa Bình hiện nay), Mộc Châu (phần còn lại của Mai Châu thuộc Hòa Bình và Mộc Châu thuộc Sơn La hiện nay), Việt Châu (Yên Châu hiện nay), Thuận Châu (Thuận Châu hiện nay).
- Phủ Quy Hóa gồm các huyện: Văn Chấn (Văn Chấn thuộc Yên Bái hiện nay), Yên Lập (Yên Lập thuộc Phú Thọ hiện nay), Trấn Yên (Trấn Yên thuộc Yên Bái hiện nay), Văn Bàn (Văn Bàn thuộc Lào Cai hiện nay), Thủy Vĩ (thành phố Lào Cai hiện nay)
- Phủ An Tây gồm các châu: Chiêu Tấn (Bình Lư và Phong Thổ hiện nay), Quỳnh Nhai (Quỳnh Nhai thuộc Sơn La hiện nay), Lai (thành phố Lai Châu và huyện Mường Tè hiện nay), Luân (giữa Quỳnh Nhai và Tuần Giáo hiện nay)

#### Thanh Hóa
Thanh Hóa gồm các phủ:
- Phủ Thiệu Thiên (Thiệu Hóa) gồm các huyện Thụy Nguyên (từng mang tên Ứng Thụy và Lương Giang, tức các huyện Thiệu Hóa và Ngọc Lặc), Vĩnh Ninh (huyện Vĩnh Lộc), Đông Sơn, Lôi Dương (huyện Thọ Xuân và một phần huyện Thường Xuân), Yên Định, Cẩm Thủy, Thạch Thành, Bình Giang (tây bắc huyện Thạch Thành).
- Phủ Hà Trung có các huyện: Hoằng Hóa, Thuần Hựu (huyện Hậu Lộc), Tống Sơn (huyện Hà Trung).
- Phủ Tĩnh Gia có các huyện: Nông Cống (các huyện Nông Cống, Triệu Sơn và Như Xuân), Ngọc Sơn (thị xã Nghi Sơn), Quảng Xương.
- Phủ Thanh Đô có huyện Thọ Xuân (sau là một phần huyện Thường Xuân, khác với huyện Thọ Xuân tương ứng với huyện Lôi Dương[14]) và các châu: Quan Gia (gần biên giới Lào hiện nay), Tầm (tây bắc huyện Quan Hóa), Lang Chánh (huyện Lang Chánh), Sầm (Sầm Nưa thuộc Lào hiện nay[15]).

#### Nghệ An
Tương đương tỉnh Nghệ An và Hà Tĩnh hiện nay, gồm các phủ:
- Phủ Diễn Châu gồm các huyện Đông Thành (Diễn Châu và Yên Thành hiện nay), Quỳnh Lưu (Quỳnh Lưu và một phần Nghĩa Đàn hiện nay)
- Phủ Anh Đô gồm các huyện: Hưng Nguyên (Hưng Nguyên hiện nay), Nam Đường (Anh Sơn và Nam Đàn hiện nay)
- Phủ Đức Quang gồm các huyện Thiên Lộc (Can Lộc, Hà Tĩnh hiện nay), Chân Phúc (Nghi Lộc hiện nay), Thanh Chương (Thanh Chương hiện nay), Hương Sơn (Hương Sơn và Hương Khê hiện nay), Nghi Xuân (Nghi Xuân hiện nay).
- Phủ Hà Hoa gồm các huyện Thạch Hà (Thạch Hà hiện nay), Kỳ Hoa (Kỳ Anh và Cẩm Xuyên hiện nay).
- Phủ Quỳ Châu (huyện Quỳ Châu hiện nay), gồm các huyện Thúy Vân và Trung Sơn
- Phủ Trà Lân gồm 4 huyện Tương Dương (Tương Dương hiện nay), Kỳ Sơn (Kỳ Sơn hiện nay), Vĩnh Khang (một phần Tương Dương hiện nay), Hội Nguyên (tả ngạn sông Lam từ Thanh Chương đến cửa Rào)
- Phủ Ngọc Ma gồm có châu Trịnh Cao (châu gồm 12 động) thuộc Lào hiện nay
- Phủ Lâm An chỉ có 1 châu Quỳ Hợp gồm 12 động và 11 sách, vốn là đất Bồn Man nay khoảng huyện Hương Khê Hà Tĩnh và huyện Nakai Khăm Muộn Lào, đầu nguồn của sông Ngàn Sâu[17]
- Phủ Trấn Biên: thuộc đất Lào hiện nay
- Phủ Trấn Ninh: là đất Bồn Man cũ, gồm 7 huyện: Quang Vinh, Minh Quảng, Cảnh Thuần, Kim Sơn Thanh Vị, Châu Lang, Trung Thuận, đều thuộc Lào hiện nay.

#### Thuận Hóa
Thuận Hóa gồm các phủ:
- Phủ Tân Bình: gồm các huyện Kiến Lộc (Quảng Ninh tỉnh Quảng Bình hiện nay), Lệ Thủy (Lệ Thủy hiện nay), Minh Linh (Vĩnh Linh và Gio Linh thuộc Quảng Trị hiện nay) và châu Bố Chính (Quảng Trạch, Bố Trạch, Tuyên Hóa tỉnh Quảng Bình hiện nay)
- Phủ Triệu Phong gồm các huyện Vũ Xương (Triệu Phong hiện nay), Hải Lăng (Hải Lăng hiện nay), Đan Điền (Quảng Điền và một phần Phong Điền hiện nay), Kim Trà (Hương Trà và một phần Phong Điền hiện nay), Tư Vang (Hương Thủy và Phú Lộc hiện nay), Điện Bàn (Điện Bàn thuộc Quảng Nam hiện nay)
- Châu Tỉnh An thuộc Lào hiện nay

#### Quảng Nam
Quảng Nam gồm các phủ:
- Thăng Hoa gồm các huyện Lê Giang (Thăng Bình hiện nay), Hà Đông (Tam Kỳ hiện nay), Duy Xuyên (Duy Xuyên hiện nay)
- Phủ Tư Nghĩa gồm các huyện Nghĩa Giang (Tư Nghĩa và một phần Nghĩa Hành hiện nay), Mộ Hoa (Mộ Đức và một phần Đức Phổ hiện nay)
- Phủ Hoài Nhơn gồm các huyện Bồng Sơn (hiện nay là phường Bồng Sơn, Tam Quan, Hoài Nhơn Tây, Hoài Nhơn và Hoài Nhơn Nam thuộc tỉnh Gia Lai và một phần xã Hoài Ân hiện nay), Phù Ly (Phù Mỹ và Phù Cát hiện nay), Tuy Viễn (An Nhơn và Tuy Phước hiện nay).

### Tổ chức chính quyền địa phương
Thời Mạc, các đơn vị hành chính trung gian thời Lê sơ như trấn, lộ không còn, thay vào đó có đơn vị tổng trung gian giữa huyện và xã - vốn hình thành cuối thời Lê sơ. Trình tự các đơn vị hành chính là: đạo - phủ - huyện - tổng - xã. Dưới xã là thôn. Một xã có thể có nhiều thôn, thường là 3 hoặc 4 thôn; cũng có xã chỉ có 1 thôn duy nhất ("xã nhất thôn"). Mỗi thôn trung bình có khoảng 80-100 hộ gia đình.
Mỗi đơn vị hành chính cấp cơ sở từ đạo trở xuống đều có các quan trấn trị. Tại các đạo có Giám sát ngự sử, tham chính. Tại các phủ đứng đầu là Phủ sĩ, tại các huyện đứng đầu là Huyện thừa, Tri huyện. Tại các tổng đứng đầu là các Tổng chính, Trùm tổng. Tại các xã đứng đầu là Xã trưởng, Xã xử, xã chính, xã quan, Câu đương.
Đối với các vùng xa xôi, nhà Mạc cử các quan lại tin cẩn của triều đình đến trấn trị như Tiến sĩ Nguyễn Khắc Cần làm Giám sát ngự sử đạo Thanh Hoa hay tiến sĩ Nguyễn Đông Diễn làm Giám sát ngự sử đạo Quảng Nam.
Nhà Mạc cố gắng củng cố chính quyền các cấp, đặc biệt quan tâm tới chính quyền cơ sở, thông qua duy trì cấp hành chính tổng và chú ý tới bộ máy chức dịch làng xã. Các xã trưởng có nhiệm vụ chính là thu thuế, tuyển quân, điều dân làm lao dịch như thời Lê sơ. Trên thực tế, hoạt động của bộ máy chức dịch địa phương thời Mạc được đánh giá là có hiệu quả cao.
Tại một số thôn xã thời Mạc còn có tổ chức quần chúng gọi là giáp. Giáp thời Mạc không mang tư cách một đơn vị hành chính vốn duy trì từ thời Bắc thuộc sang thời Tự chủ (tới thời nhà Trần đã đổi là hương), mà đã biến tướng trở thành một tổ chức xã hội tự nguyện của quần chúng nông dân trong làng xã. Các nhà nghiên cứu căn cứ trên các văn bia xác định: tổ chức giáp thời Mạc bao gồm những người khác huyết thống; hơn thế nữa giáp không chỉ dành cho nam giới mà dành cả cho nữ giới. Đó là nét cởi mở trong tổ chức quần chúng giáp thời Mạc. Giáp được đánh giá là tổ chức mang tính thuần phác, trong sáng trong đời sống sinh hoạt của người dân nông thôn, chưa bị quan lại các cấp khai thác.
Kể từ những năm 1540 trở về sau, khi nhà Lê trung hưng dần dần mạnh lên, nhà Mạc không còn quản lý được vùng đất từ Thanh Hóa trở vào. Vùng đất thuộc quyền kiểm soát của nhà Mạc chỉ bao gồm 8 đạo: Hải Dương, Sơn Nam, Lạng Sơn, Thái Nguyên, Hưng Hóa, Sơn Tây, An Bang, Kinh Bắc. Tới năm 1570 khi Nguyễn Hoàng được điều vào trấn thủ Quảng Nam (kiêm Thuận Hóa trước đó), nhà Mạc còn cử Mạc Lập Bạo vào đánh chiếm lại một lần nữa (1572) nhưng không thành công.
Hành chính nhà Mạc dù mô phỏng theo nhà Lê sơ nhưng sự kiểm soát không ngặt nghèo như nhà Lê sơ. Ngoài yếu tố chiến tranh, các nhà nghiên cứu cho rằng điều này còn do sự thông thoáng cởi mở của triều đình về mặt tư tưởng nên yếu tố cung đình dần dần nhường chỗ cho xu hướng dân gian hóa.
Trong vùng nhà Lê trung hưng kiểm soát không có thay đổi đáng kể nào so với thời Lê sơ và đầu thời Mạc.